# Ентелис, Григорий Сергеевич
Григо́рий Серге́евич Е́нтелис (первоначальное отчество Соломонович; 22 ноября 1930, Фалешты, Бессарабия, Румыния — 12 сентября 2002, Москва) — молдавский и российский социолог, исследователь проблем социальной структуры, аграрной политики, конфликтологии. Доктор философских наук, профессор, заслуженный деятель науки Молдавской ССР.

## Биография
Родился в Фалештах, в семье Шлойме и Сары Ентелис (отец содержал продуктовую лавку); вырос в Сороках. В 1953 году окончил Кишинёвский государственный педагогический институт имени Иона Крянгэ. Работал директором школы в селе Попешты. С 1959 года — выпускающий редактор молдавского государственного научного издательства «Штиинца», главный научный сотрудник, затем заведующий сектором Института философии Академии наук Молдавской ССР, заведующий сектором Института истории партии при ЦК  компартии Молдавии. Выступал как лектор, участвовал в антисионистской кампании. В 1997—2002 годах работал в Научно-исследовательском центре при московском Институте молодёжи, на кафедрах конфликтологии и социологии Института молодёжи (Московской гуманитарно-социальной академии).
Один из создателей молдавской социологической школы, автор монографий «Копанка: 25 лет спустя» (1965), «Преобразование социально-классовой структуры сельского населения: на материалах Молдавской ССР» (1974), «XXV съезд КПСС об основных направлениях социального развития советского общества» (1976), «Агропромышленный комплекс: достижения и перспективы» (1982), «Аграрная политика КПСС и социальная структура современного села» (1983), «Агропромышленный комплекс: пути и перспективы развития» (1986), «Молодёжь как социально-демографическая группа (2003).